# Alexeï Dymovski
Alexeï Alexandrovitch Dymovski (en russe : Алексей Александрович Дымовский) (né le 28 août 1977 à Blagovechtchensk) est un ancien officier de police de la ville de Novorossiisk, dans le sud de la Russie, devenu célèbre en Russie après avoir dénoncé la corruption dans la police, en novembre 2009. 
Dans une vidéo adressée au premier ministre Vladimir Poutine, il affirme que la corruption est endémique dans les forces de police russes (la militsia) et que des pratiques telles qu'accuser des personnes innocentes dans le but d'atteindre les objectifs de résolution des crimes ou prendre de l'argent pour impliquer des personnes innocentes sont généralisées.
La première partie de l'appel vidéo de Dymovski a été visionnée sur YouTube plus de 725 000 fois.
Dymovski a été renvoyé de la police — où il travaille depuis 2000 — deux jours après avoir posté ces vidéos. Ses messages sur YouTube ont déclenché une vague de vidéos analogues provenant d'autres policiers décrivant la corruption dans la police russe.
Le 22 janvier 2010, Dymovski a été arrêté pendant 42 jours sous l'accusation de fraude.

## Sources
- Marie Jégo, « Le blues du major », Le Monde, 12 novembre 2009.